# ملاح المعرفة
متصفح المعرفة (بالإنجليزية: Knowledge Navigator)‏ هو مفهوم أخرجه جون ساكولي المدير التنفيذي السابق لشركة أبل كمبيوتر في كتابه الرحلة الطويلة:بيبسي إلى أبل. يصف المفهوم جهازا قادرا على الوصول إلى قاعدة بيانات ضخمة من المعلومات المترابطة تشعبيا، ويستخدم الجهاز عميل برمجي للمساعدة في البحث عن المعلومات.

## اقرأ أيضا
- ذكاء اصطناعي